# Angel Smith
Angel Smith es un historiador e hispanista, autor de varios estudios sobre la historia contemporánea de España.

## Biografía
Se doctoró en el Queen Mary College, Universidad de Londres, en 1990, con su tesis Labour, Industry and Politics in Catalonia, 1899-1914. Es profesor en la Universidad de Leeds y miembro del Institut Ramon Llull, es autor de títulos como Anarchism, Revolution and Reaction: Catalan Labour and the Crisis of the Spanish State, 1898–1923 (Berghahn Books, 2007) y The Origins of Catalan Nationalism, 1770-1898 (Palgrave Macmillan, 2014).
También ha sido editor de obras como Nationalism and the Nation in the Iberian Peninsula: Competing and Conflicting Identities (Berg, 1996), junto a Clare Mar-Molinero, Nationalism, Labour and Ethnicity 1870–1939 (Manchester University Press, 1999), junto a Stefan Berger, The Crisis of 1898: Colonial Redistribution and Nationalist Mobilization (Macmillan, 1999), junto a Emma Dávila-Cox, Red Barcelona: Social Protest and Labour Mobilization in the Twentieth Century (Routledge, 2002) y The Agony of Spanish Liberalism. From Revolution to Dictatorship, 1913-23 (Palgrave Macmillan, 2010), junto a Francisco J. Romero Salvadó, entre otras.